# Gare de Vonnas
Gare de Vonnas vasútállomás Franciaországban, Vonnas településen.

## Vasútvonalak
Az állomást az alábbi vasútvonalak érintik:
- Mâcon-Ambérieu-vasútvonal

## Kapcsolódó állomások
A vasútállomáshoz az alábbi állomások vannak a legközelebb:
- Gare de Mézériat
- Gare de Pont-de-Veyle